# Mad Lions
MAD Lions KOI – zawodowa drużyna e-sportowa, z siedzibą w Madrycie, w Hiszpanii. Składa się z sekcji rywalizujących w League of Legends i Counter Strike: Global Offensive. 
Drużyna została utworzona w 2017 r., w celu rywalizacji w hiszpańskiej lidze SuperLiga Orange w grze League of Legends pod nazwą MAD Lions Esports Club. Ze względu na dobre wyniki w lidze, w maju 2019 roku drużyna MAD Lions został przejęta przez OverActive Media. W listopadzie organizacja postanowiła, że rozwiąże zespół Splyce, biorący udział w rywalizacji w rozgrywkach European League of Legneds Championship (EU LCS) i League of Legends European Championship (LEC) od 2016 roku, a jego miejsce zajmą „hiszpańskie Lwy”.
5 stycznia 2024 r. Grupa OverActive Media poinformowała o pozyskaniu dwóch hiszpańskich organizacji Movistars Riders i KOI oraz idącym za tym rebrandingu. Drużynie biorącej zmieniono nazwę z „MAD Lions” na „MAD Lions KOI”, natomiast drużynie akademii biorącej udział w rozgrywkach hiszpańskiej ligi LVP nadano nazwę „Movistar KOI”.

## League of Legends

### MAD Lions
Nowy skład w LEC miał również opierać się na pozostawionym środkowym ze Splyce, Marku „Humanoidzie” Brázdzie. Na pozostałych rolach znaleźli się: Andrei „Orome” Popa, Zhiqiang „shad0W” Zhao, Matyáš „Carzzy” Orság oraz Norman „Kaiser” Kaiser (wcześniej „Gistick”). Po kilku tygodniach drużyna akademii zmieniła nazwę na MAD Lions Madrid.
W inauguracyjnym sezonie wiosennym 2020, MAD Lions zajęło czwarte miejsce w sezonie regularnym z wynikiem 11-7, a następnie zajęło trzecie miejsce w fazie pucharowej przegrywając 1:3 w półfinale niższej drabinki z G2 Esports. W sezonie letnim sezonie 2020, MAD Lions zajęło drugie miejsce z wynikiem 12-6, a w fazie pucharowej, w trzeciej rundzie niższej drabinki ulegli 0:3 drużynie Rogue, zyskując mimo porażki kwalifikacje do fazy wstępnej na Mistrzostwach Świata 2020 w Szanghaju. Zajęli czwarte miejsce w grupie A z wynikiem 1-3, a następnie przegrali w fazie eliminacyjnej z turecka drużyną SuperMassive Esports. Po nieudanych Mistrzostwach, w listopadzie miejsce Orome zajął İrfan „Armut” Tükek z SuperMassive, a shad0wa  Javier Prades „Elyoya” Batalla.
W sezonie wiosennym 2021, MAD Lions zajęło trzecie miejsce z wynikiem 10-8, jednakże dzięki wygranej 3:1 z Rogue, a następnie 3:1 z G2 Esports, dostali się do finału wiosennego sezonu, gdzie mimo początkowego wyniku 0:2, ostatecznie wygrali 3:2. Zostali dzięki temu pierwszą zwycięską drużyną od 2014 roku, nie będącą ani G2 Esports ani Fnatic. Oprócz tytułu Mistrza Europy za wiosnę 2021, uzyskali kwalifikację na międzynarodowy turniej Mid-Season Invitational 2021, gdzie dotarli do półfinału. Po wyrównanym meczu przegrali wynikiem 2-3 z DAMWON KIA. Latem w sezonie regularnym zajęli trzecie miejsce, natomiast w fazie pucharowej po wygranej z G2 Esports oraz Rogue dostali się do finału który wygrali wynikiem 3-1 z Fnatic, uzyskując tym samym swój drugi tytuł mistrzowski LEC. Otrzymali kwalifikację na Mistrzostwa Świata 2021, gdzie po dogrywce jako jedyna europejska drużyna opuścili fazę grupową. W ćwierćfinale przegrali z obrońcami tytułu DWG KIA 0:3.
Wiosenny sezon 2022, drużyna MAD Lions rozpoczęła w składzie: İrfan „Armut” Tükek, Javier „Elyoya” Prades Batalla, Steven „Reeker” Chen, William „Unforgiven” Nieminen oraz Norman „Kaiser” Kaiser. W sezonie regularnym zajęli siódme miejsce z wynikiem 8-10, nie kwalifikując się do fazy pucharowej. Na sezon letni do drużyny dołączył rezerwowy zawodnik Fnatic, grający na środkowej linii Yasin „Nisqy” Dinçer. W sezonie regularnym zajęli drugie miejsce, a więc dzięki punktom zakwalifikowali się do fazy pucharowej. Zajęli w niej czwarte miejsce po przegranej zakończonej wynikiem 1-3, a w wyniku rosyjskiej inwazji na Ukrainę i związanych z nią zmian w przydzielaniu miejsc na Mistrzostwa Świata, MAD Lions zakwalifikowało się do fazy wstępnej Mistrzostw. Opuściła je także, jako pierwsza europejska drużyna, po przegranej z amerykańskim Evil Geniuses w rundzie promocyjnej do fazy głównej.
Na zimowy sezon 2023 do drużyny dołączyli Kim „Chasy” Dong-hyeon (김동현) na górnej alejce i wieloletni wspierający z Fnatic Zdravets Iliev „Hylissang” Galabov, który dołączył do powracającego do drużyny Matyáša „Carzzy’ego” Orsága. Zimowy sezon zakończyli na drugim miejscu, przegrywając w finale 0:3 przeciwko G2 Esports. W sezonie wiosennym ponownie stanęli w finale, jednak tym razem seria przeciwko Team BDS zakończyła się na korzyść MAD Lions wynikiem 3:2 i uzyskanym awansem na Mid-Season Invitational w Londynie. W nowym systemie drabinki podwójnej eliminacji w fazie głównej pierwszym rywalem MAD Lions było koreańskie T1, z którym seria zakończyła się wynikiem 0:3. W dolnej drabince, MAD Lions przegrało ponownie wynikiem 0:3 z europejskim G2 Esports, które wywalczyło miejsce w fazie głównej przechodząc przez fazę wstępną. W sezonie letnim zajęli siódme miejsce w fazie grupowej, ale dzięki uzyskanym punktom uzyskali awans do finałów sezonu 2023. Po zwycięstwie pierwszej serii przeciwko Excel Esports, drużyna zapewniła sobie miejsce na Mistrzostwach Świata w Korei Południowej. Drużyna zakończyła zmagania w fazie z systemem szwajcarskim po przegranym spotkaniu z chińską drużyną Weibo Gaming.
4 stycznia 2024 r. po fuzji MAD Lions z KOI oraz Movistar Riders ogłoszono skład na 2024 rok, oparty na leśniku Elyoyi: na górnej alei Alex „Myrwn” Pastor Villarejo, a na pozostałych rolach gracze Movistar Riders którzy w sierpniu 2023 r. wygrali letnią edycję turnieju EMEA Masters: środkowy Bartłomiej „Fresskowy” Przewoźnik, dolny David „Supa” Martínez García, wspierający Álvaro „Alvaro” Fernández del Amo oraz trener Tomás „Melzhet” Campelos Fernández. W zimowym sezonie Mad Lions KOI podobnie jak rok wcześniej dotarło do finału, przegrywając wynikiem 1:3 z G2 Esports, ocierając się o kwalifikację na Mid Season-Invitational 2024 w Chengdu. W sezonach wiosennym i letnim zajmowali niższe lokaty, odpowiednio szóstą i siódmą, jednak dzięki zgromadzonym punktom mistrzowskim zakwalifikowali się do finałów sezonu. W pierwszym spotkaniu pokonali G2 Esports wynikiem 3:2 spychając faworyta do dolnej drabinki. Po wygranej G2 Esports z Team BDS, MAD Lions KOI automatycznie zakwalifikowało się do Mistrzostw Świata. Po przegranej 1:3 z G2  Esports w finale dolnej drabinki, hiszpańska organizacja zajęła najniższe miejsce rozstawiające, tym samym ograniczając kwalifkację do fazy wstępnej Mistrzostw. 

### MAD Lions Madrid
W sezonie wiosennym 2020 drużyna akademii zajęła drugie miejsce w sezonie regularnym LVP SLO, ulegając w fazie pucharowej Movistar Riders 0:3. W kwalifikacjach fazy wstępnej do wiosennego European Masters przegrali z formacją z polskiej Ultraligi K1ck Neosurf. W sezonie letnim drużyna zajęła ósme miejsce, nie kwalifikując się do fazy pucharowej Hiszpanii.
W sezonie wiosennym 2021 drużyna akademii zajęła siódme miejsce, nie kwalifikując się do fazy pucharowej Hiszpanii. Latem drużyna w sezonie regularnym zajęła trzecie miejsce, w fazie pucharowej jednak zajęła ostatnie szóste, przegrywając swój pierwszy mecz na UCAM Esports Club.
Zarówno wiosenny jak i letni sezon 2022 MAD Lions Madrid zakończyło na dziewiątym miejscu, co zepchnęło drużynę do relegacji w których przegrali na drużynę Guasones, której właścicielem jest Rubén García oraz w dolnej drabince z Case Esports, której właścicielem jest Casemiro. Miejsce w drugiej dywizji LVP MAD Lions Madrid odstąpiło Levante UD Esports.

### Wyniki
- MAD Lions
  - 1 miejsce – LEC 2021 Spring Playoffs, LEC 2021 Summer Playoffs, LEC 2023 Spring Playoffs
  - 2 miejsce – LEC 2023 Winter Playoffs
  - 3 miejsce – LEC 2020 Spring Playoffs, LEC 2023 Season Finals
  - 4 miejsce – LEC 2020 Summer Playoffs
  - 7 miejsce – LEC 2023 Summer Groups
  - 3-4 miejsce – Mid-Season Invitational 2021
  - 7-8 miejsce – Mid-Season Invitational 2023
  - 19-20 miejsce – Mistrzostwa Świata 2020
  - 5-8 miejsce – Mistrzostwa Świata 2021
  - 17-18 miejsce – Mistrzostwa Świata 2022
  - 12-14 miejsce – Mistrzostwa Świata 2023
- MAD Lions KOI
  - 2 miejsce – LEC 2024 Winter Playoffs
  - 3 miejsce –  LEC 2024 Season Finals
- MAD Lions Madrid
  - 2 miejsce – Iberian Cup 2021
  - 3-4 miejsce – LVP SLO 2020 Spring Playoffs, Iberian Cup 2020,
  - 5-6 miejsce – LVP SL 2021 Summer Playoffs
- MAD Lions Esport Club
  - 1 miejsce – ESL Masters Madrid 2017
  - 2 miejscse - SuperLiga Orange Season 13 Playoffs
  - 1 miejsce – SLO 2018 Spring Playoffs
  - 3-4 miejsce – EM 2018 Spring Main Event
  - 1 miejsce – LVP SLO 2018 Summer Playoffs
  - 1 miejsce – EM 2018 Summer Main Event
  - 3-4 miejsce – LVP SLO 2019 Spring Playoffs
  - 3-4 miejsce – EM 2019 Spring Main Event
  - 5-6 miejsce – LVP SLO 2019 Summer Playoffs
  - 1 miejsce – Iberian Cup 2019

## Counter Strike: Global Offensive
Aktualny skład:
| Kraj  | Nick    | Imię i nazwisko     |
| ----- | ------- | ------------------- |
| Dania | acoR    | Frederik Gyldstrand |
| Dania | roeJ    | Fredrik Jørgensen   |
| Dania | AcilioN | Asger Larsen        |
| Dania | sjuush  | Rasmus Beck         |